# Alfred Herrhausen
Alfred Herrhausen (Essen, 30 de enero de 1930-Bad Homburg vor der Höhe, 30 de noviembre de 1989) fue un banquero alemán, que desempeñó el cargo de presidente del Deutsche Bank, siendo asesinado cuando ostentaba ese puesto en 1989. Fue miembro del comité directivo del Grupo Bilderberg, así como también miembro de la dirección del Deutsche Bank desde 1971, ocupando puestos directivos desde entonces. Por otro lado, se desempeñó como consejero económico de Helmut Kohl, siendo partidario de la integración económica europea, como también conocido en el diseño de políticas para países en vías de desarrollo. Fue asesinado por un proyectil penetrante formado por explosión que destruyó su coche blindado. Aunque nunca se resolvió la autoría del crimen, las sospechas apuntaron a la organización de extrema izquierda Fracción del Ejército Rojo.

## Biografía
Alfred y su hermana gemela Anne nacieron en Essen, siendo hijo del topógrafo Karl Herrhausen y su esposa Wilhelmine (Hella), de soltera Funke, en el seno de una familia de clase media alta. Ambos niños fueron bautizados como católicos, pero su educación no respondió a ninguna confesión religiosa. Karl Herrhausen se incorporó a como empleado finales de 1927 a la compañía Ruhrgas AG, en ese entonces la mayor empresa de gas natural de Alemania. Una vez terminada la escuela secundaria estudió administración de empresas en la Universidad de Colonia.

## Asesinato
Herrhausen fue asesinado por un sofisticado aparato explosivo colocado en la calle, que estalló cuando su coche salía de su casa en Bad Homburg el 30 de noviembre de 1989. Era conducido por su chófer en un Mercedes-Benz blindado, con guardaespaldas que lo escoltaban tanto por detrás como por delante. La bomba de 7 kg se encontraba escondida en una mochila en una bicicleta que se encontraba en una de las calles que los asesinos sabían que el convoy de Herrhausen tomaría. La bicicleta había sido estacionada en ese mismo sitio con la mochila sin ningún tipo de explosivo por un período de tiempo antes del asesinato, lo cual nunca fue advertido por el equipo de seguridad de Herrhausen. La bomba fue detonada cuando el coche de Herrhausen interceptó una luz infrarroja a la altura de la bicicleta. El explosivo destruyó la parte más vulnerable del vehículo —la puerta donde Herrhausen se encontraba sentado— y requirió una sincronización de una fracción de segundo para superar el vehículo blindado utilizando un mecanismo que produjo el efecto Misznay–Schardin, causando el daño en forma perpendicular al vehículo. Una placa de cobre, colocada entre el explosivo y el objetivo, quedó deformada y salió despedida por la fuerza de la explosión. Esta masa de cobre salió proyectada hacia el vehículo a una velocidad de casi dos kilómetros por segundo, penetrando eficazmente en el Mercedes blindado. Herrhausen perdió las piernas en el acto y murió desangrado. La Fracción del Ejército Rojo se atribuyó el asesinato.

### Consecuencias

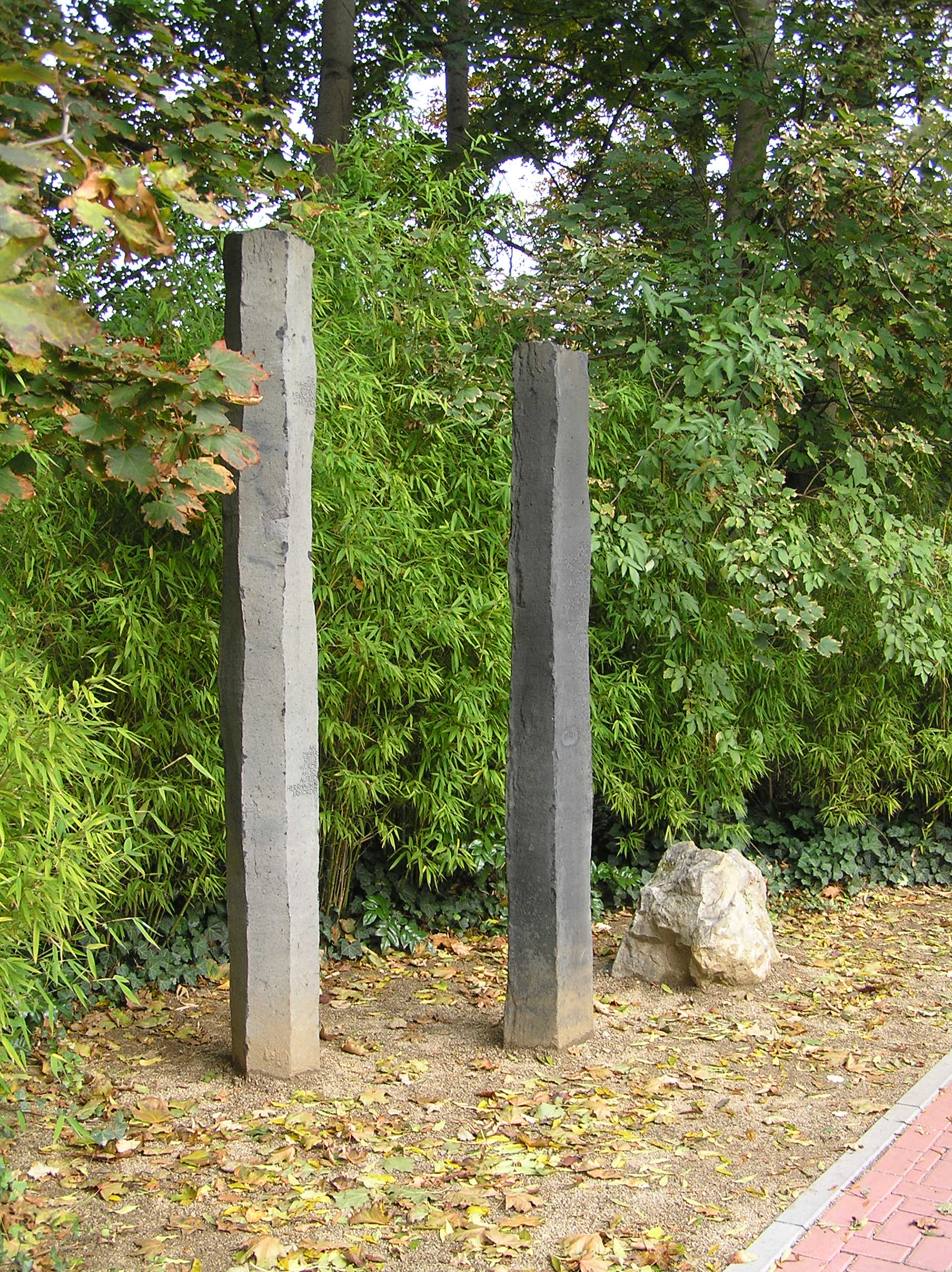
Monumento conmemorativo marcando el lugar exacto donde Herrhausen fue asesinado.

Ninguna persona fue imputada por el asesinato. Durante largo tiempo, las autoridades alemanas solamente señalaron a Andrea Klump y Christoph Seidler, miembros de Fracción del Ejército Rojo, como los únicos responsables. La Oficina Federal de Investigación Criminal inicialmente utilizó un testimonio, el de Siegfried Nonne, que primero afirmó y luego se desdijo de haber alojado a cuatro terroristas envueltos en el crimen en su casa. El medio hermano de éste, Hugo Föller, posteriormente declaró que no había ninguna otra persona en el departamento cuando los hechos ocurrieron. El 1 de julio de 1992, se reveló que las declaraciones de Nonne habían sido dictadas bajo amenaza por la Verfassungsschutz, la agencia alemana de espionaje interior, para convertirlo en el principal testigo. Ese mismo año, se creó la Sociedad Alfred Herrhausen como fundación para honrar sus memoria. En 2004 un fiscal federal desechó todos los cargos contra Fracción del Ejército Rojo y sus miembros; dejando la investigación abierta sin ningún sospechoso. Desde entonces, se sostuvo la tesis de que el asesinato se encontraba vinculado a las Staatssicherheitsdienst (Stasi) de la República Democrática Alemana.

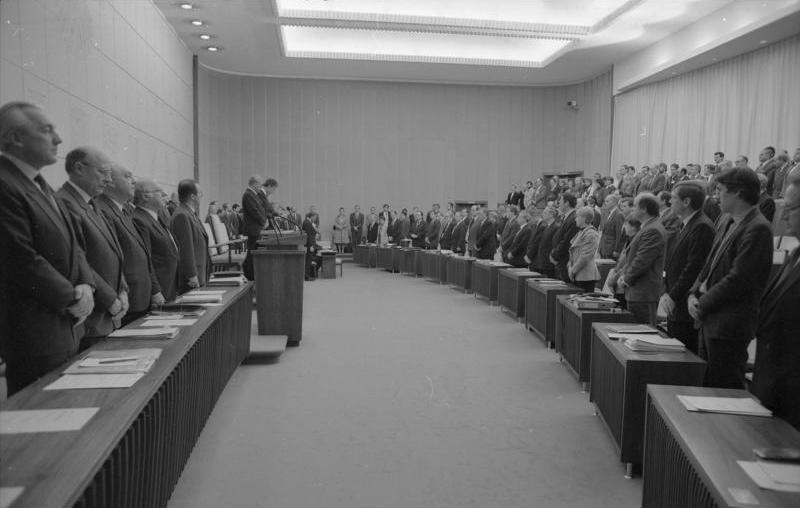
Miembros del Consejo Federal sostienen un minuto de silencio en memoria de Herrhausen.

Durante el siglo XXI surgieron teorías conspirativas involucrando al presidente ruso Vladímir Putin, en ese entonces agente de la KGB en Dresde, Alemania Oriental, como instigador del ataque por parte de los miembros del grupo comunista. Sin embargo, una investigación llevada a cabo 2023 por el periódico Der Spiegel afirmó que estos rumores nunca surgieron de fuentes de fuerzas de la República Federal Alemana y siempre fueron consideradas «notoriamente fabulatorias» con «muchas contradicciones, como testimonios falsos.»
En 2008, la periodista Carolin Emcke publicó el libro Stumme Gewalt («Fuerza Mutua»), como homenaje a Herrhausen, quien fue su padrino, bajo el interés de la promoción de los diálogos entre distintas facciones políticas y la no violencia. Recibió el Premio Theodor Wolff por su publicación.

### Cultura popular
El documental alemán de 2001 Black Box BRD detalla aspectos de la vida y del asesinato de Herrhausen, como también de Wolfgang Grams, miembro del RAF sindicado como uno de los responsables del ataque. El asesinato es recreado en el episodio cuatro de la serie Deutschland 89.
Herrhausen – Der Herr des Geldes es una miniserie alemana estrenada en 2022, que explora la vida y el trágico asesinato de Alfred Herrhausen. A través de una combinación de dramatización y testimonios de quienes le conocieron, la serie examina tanto su carrera como sus innovadoras y controvertidas ideas sobre la economía global, así como el impacto de su muerte en la Alemania de la posguerra y el misterio que aún rodea su asesinato.